# Ритуал Бакабів
Ритуал Бакабів — рукопис мая магічно-лікувального характеру. Створено у XVIII ст. юкатекською мовою мая. Автор його невідомий. Автентична назва не відома. Отримав теперішнє найменування від імені бакабів — божеств, що відповідали 4 сторонам світу.

## Історія
Точна причина створення цього твору невідомо. Також існують різні гіпотези стосовно авторства цього рукопису: одні дослідники вважають, що це був нащадок лікарів-шаманів, інші — розглядають як компіляції за авторства декількох осіб. Створено у XVIII ст. (коли саме розпочата немає достеменних відомостей). Остання сторінка позначена 1779 роком. Втім Ральф Ройс вважає, що вона відноситься до кінця XVII ст., або до ще більш раннього часу. Про доіспанський характер змісту «Ритуалу Бакабів» свідчить також згадування стародавніх богів. Деякі з заклинань цієї збірки, судячи з мови і архаїчних ритуально-міфологічних формул, сягають дуже віддаленого періоду. На думку дослідників, є безсумнівним його ієрогліфічне першоджерело.
Рукопис виявлено взимку 1914—1915 років Фредеріком Смітом. Незабаром після цього рукопис було придбано Вільямом Гейтсом, який дав цій збірці теперішню назву. У 1921 році перший опис склав Альфред Тоззер. У 1930 році новим власником став Роберт Гарретт. Останній у 1942 році передав рукопис Інституту перспективних досліджень при Принстонському університеті (США). У 1965 році переклад англійською мовою здійснив Ральф Ройс.

## Опис і зміст
Загалом складається із 237 аркушів, з яких на 20, 21, 62, 63, 70 присутні записи з обох сторін. З 24 останніх сторінок, 18 представляють рецепти (215—227, 229—230, 236—237), 3 — приклад шаманства і чаклунства (231, 233 і 235), сторінки 228, 232, і 234 є порожніми.
Твір є яскравим прикладом двоїстого уявлення стародавніх мая про захворювання і спосіб їх лікування. У тексті змішані магічні формули і медичні приписи, які утворюють при цьому емпіричну і магічну терапевтики. Є важливим джерелом з медицини та міфології мая.
Являє собою збірку 42 заклинань, головним чином проти різних хвороб. Хоча спорадично в них зустрічаються імена Бога (Діос), Богоматері, Ісуса, Адама, разом з тим зустрічаються численні божества мая (Іцамна, декілька Чааків, Ах-Пуч, Іш-К'ан-Ле-Ош, чотири Іш-Чель, Хун-Пік-ті-ку, Ек'-Ч'ууах).
Мова заклинань дуже важка, назви лікарських засобів (рослин і тварин) табуйовані, і їх важко ототожнити. Так, заклинання від нападу астми звучить наступним чином: "Пласке каміня треба нагріти, закутати його в рослину іш-коч дуже гаряче, (покласти) на живіт хворого, на його шкіру. Ось слова, які слід вимовляти при цьому: «Чорний вугілля — ось мій символ! Я ламаю його на спині Іцам-Каба через важку астму! Моїм помічником є Сухуй-Як, коли я перериваю важку астму! Хто зв'язує його чагарник? Біла рослина муцкок, ось хто зв'язує його чагарник! Хун-Ахау! Кан-Ахау!».